# János Fuzik
János Sándor Fuzik (maďarsky Fuzik János Sándor, slovensky Ján Fuzik, 10. října 1957 Kesztölc – 7. září 2022) byl maďarský režisér dokumentárních filmů, slovensky píšící novinář, známá osobnost slovenské menšiny v Maďarsku. Mezi lety 1999 až 2014 byl předsedou Zemské slovenské samosprávy v Maďarsku. Ve parlamentních volbách 2014 byl zvolen prvním slovenským menšinovým přímluvčím v Zemském shromáždění v 7. volební období (2014—2018).

## Biografie
Narodil se roku 1957 v pohoří Piliš v maďarsko–slovenské obci Kesztölc (slovensky Kestúc) v župě Komárom-Esztergom v tehdejší Maďarské lidové republice do slovenské rodiny krejčího a hospodyně. V roce 1976 odmaturoval na slovenském gymnáziu v Budapešti. Poté byl přijat na Univerzitu Komenského v Bratislavě, kde roku 1981 získal diplom v oboru žurnalistika. Po návratu do Maďarska pracoval pro slovenský menšinový týdeník s názvem Ľudové noviny. Roku 1983 začal pracoval pro Magyar Televízió, konkrétně pro televizní studium v Szegedu, kde vytvořil první slovenský menšinový pořad v Maďarsku s názvem Naša obrazovka, později Domovina. Mimo to pracoval i na řadě maďarskojazyčných pořadech a reportážích. Natočil několik dokumentárních filmů, jejichž téma je spjaté se životem slovenské menšiny v Maďarsku. V roce 1996 získal hlavní cenu festivalu EtnoFilm Fesztivál za dokument s názvem Hívó szóra o výměně obyvatelstva mezi Československem a Maďarskem.

### Politická kariéra
Od změny režimu v roce 1989 je János Fuzik aktivní také ve veřejném životě maďarských Slováků. V roce 1999 byl zvolen předsedou Zemské slovenské samosprávy, z tohoto důvodu opustil Magyar Televízió. V parlamentních volbách 2014, kdy byli poprvé voleni i mluvčí uznaných národnostních a etnických menšin trvale žijících v Maďarsku, kandidoval János Fuzik na 1. místě na menšinové kandidátní listině Zemské slovenské samosprávy v Maďarsku, a byl tak zvolen historicky prvním slovenským menšinovým přímluvčím (nemzetiségi szószóló) v novodobém Zemském sněmu. Zároveň byl parlamentem zvolen do funkce předsedy výboru pro národnostní menšiny v Maďarsku. Mandát vypršel s konáním parlamentních voleb 2018, nástupcem ve funkci se stal Antal Paulik.

## Dokumentární filmy
- A halottak a jó emberek (1993–94)
- A pásztortanító (1995)
- Keresztút (1996)
- Hívó szóra (1996)
- Történelmi perújítás (1997)
- Lefordított címer (1997)
- A kő volt a kenyerünk (1998)
- A pozsonyi tizenhármak (1999)
- „A magyarok nyilaitól…” (1999)
- Bejárónők (2000)
- A XIII. parancsolat (2000)
- Fedőneve: Zala (2001)

## Ocenění
- 1996:  EtnoFilm Fesztivál – hlavní cena festivalu
- 2006:  A Magyar Érdemrend lovagkeresztje